# Portada/efemèride febrer 10
Eduard Calvet dibuixat per Ramon Casas.
« 9 de febrer · 10 de febrer · 11 de febrer »